# 光照寺 (甲斐市)
光照寺（こうしょうじ）は、山梨県甲斐市にある曹洞宗の寺院。山号は朝輝山。本尊は薬師如来。甲斐百八霊場第67番札所。薬師堂が重要文化財に指定されている。

## 概要
当寺の創建時期は不明であるが、創建された場所は甲斐市団子新居にあったと伝わっている。
その後、永正7年（1510年）に武田信玄の父の武田信虎によって団子新居から岩森村坊沢に移転し、後に現在当寺がある場所に移されたという。その頃の坊沢は、「坊中百軒」と言われるほど隆盛していたが、天正10年（1582年）に甲斐国に攻め込んできた織田信長軍の兵火により堂宇は焼き払われた。しかし、幸いなことに薬師堂のみは、兵火を免れることができた。
江戸時代の寛文5年（1665年）には当時の住職、天開春暁が大工茂兵衛等に寺を改築させた。当寺の薬師堂は、昭和の中頃まで荒れ果てて山腹に埋もれていたが、昭和38年（1963年）に山梨郷土研究会・双葉町郷土研究会の専門家によって研究が行われ、昭和44年（1969年）薬師堂の解体修理が行われた後に重要文化財に指定された。

## 文化財
重要文化財
- 薬師堂　昭和46年6月22日重要文化財（建造物）に指定された[2]。厨子は宋様で薬師如来を安置する。

## 周辺
- 塩崎駅
- 甲斐市役所 双葉分庁舎
  - ふれあい文化館
  - 双葉歴史民俗資料館
- 金剛寺